# Goda Krisztina
Goda Krisztina (Budapest, 1970. március 28. –) Balázs Béla-díjas magyar filmrendező és forgatókönyvíró.
Rendezői diplomáját a londoni National Film and Television Schoolban, a forgatókönyvíróit a Los Angeles-i University of Californián szerezte. Magyarországon a Csak szex és más semmi, és a Szabadság, szerelem című filmek tették ismertté. Egy kislány: Veronika édesanyja.

## Rendezései
- Ida regénye (tévéfilm, 2022)
- BÚÉK (vígjáték, 2018)[2]
- Veszettek (játékfilm, 2015)[3]
- Berti, a rózsaszín barika (rajzfilm, 2013)
- Kaméleon (játékfilm, 2008)
- Szabadság, szerelem (filmdráma, 2006)
- Csak szex és más semmi (vígjáték, 2005)
- Horvát szindróma (tévéfilm, 2000)
- Autós történet (rövidfilm, 1996)
- Játékidő (rövidfilm, 1996)

## Forgatókönyvíró
- Hogyan tudnék élni nélküled? (2024)
- Csak színház és más semmi (tévésorozat, 2015)
- Kaméleon (2008)
- Csak szex és más semmi (2005)
- Jóban Rosszban (tévésorozat, 2005)
- Barátok közt (tévésorozat, 1998)

## Író
- Berti, a rózsaszín barika[4] (mesekönyv, 2013)

## Díjak
- 37. Magyar Filmszemle (2006) – Forgatókönyvírói díj
- 40. Magyar Filmszemle (2009) – FILM.HU-díj
- Balázs Béla-díj (2012)
- Huszárik Zoltán-díj (2023)[5]